# Copa d'Or de la CONCACAF de 2007
La Copa d'Or 2007 va ser la novena edició de la Copa d'Or de la CONCACAF, màxim torneig de seleccions organitzat per la CONCACAF.
Aquesta edició, es va jugar als Estats Units del 6 al 24 de juny de 2007.

## Participants
Classificats automàticament:
- Mèxic (9a. aparició)
- Estats Units (amfitrió, 9a. aparició)
- Canadà (8a. aparició)

Classificats per la Copa del Carib de la CONCACAF 2007:
- Campió:  Haití (3a. aparició)
- Subcampió:  Trinitat i Tobago (7a. aparició)
- 3r. Lloc:  Cuba (5a. aparició)
- 4t. Lloc:  Guadeloupe (1a. aparició)

Classificats de la Copa UNCAF 2007:
- Campió:  Costa Rica (8a. aparició)
- Subcampió:  Panamà (3a. aparició)
- 3r. Lloc:  Guatemala (8a. aparició)
- 4t. Lloc:  El Salvador (5a. aparició)
- 5è. Lloc:  Hondures (8a. aparició)

## Seus
- Soldier Field, Chicago
- Gillette Stadium, Foxborough, Massachusetts
- Reliant Stadium, Houston
- Orange Bowl, Miami
- Giants Stadium, East Rutherford, Nova Jersey
- The Home Depot Center, Carson, Califòrnia

## Primera fase

### Grup A
| Equip      | Pts | PJ | PG | PE | PP | GF | GC | DG |
| ---------- | --- | -- | -- | -- | -- | -- | -- | -- |
| Canadà     | 6   | 3  | 2  | 0  | 1  | 5  | 3  | +2 |
| Costa Rica | 4   | 3  | 1  | 1  | 1  | 3  | 3  | 0  |
| Guadeloupe | 4   | 3  | 1  | 1  | 1  | 3  | 3  | 0  |
| Haití      | 2   | 3  | 0  | 2  | 1  | 2  | 4  | -2 |

### Grup B
| Equip             | Pts | PJ | PG | PE | PP | GF | GC | DG |
| ----------------- | --- | -- | -- | -- | -- | -- | -- | -- |
| Estats Units      | 9   | 3  | 3  | 0  | 0  | 7  | 0  | 7  |
| Guatemala         | 4   | 3  | 1  | 1  | 1  | 2  | 2  | 0  |
| El Salvador       | 3   | 3  | 1  | 0  | 2  | 2  | 6  | -4 |
| Trinitat i Tobago | 1   | 3  | 0  | 1  | 2  | 2  | 5  | -3 |

### Grup C
| Equip    | Pts | PJ | PG | PE | PP | GF | GC | DG |
| -------- | --- | -- | -- | -- | -- | -- | -- | -- |
| Hondures | 6   | 3  | 2  | 0  | 1  | 9  | 4  | 5  |
| Mèxic    | 6   | 3  | 2  | 0  | 1  | 4  | 3  | 1  |
| Panamà   | 4   | 2  | 1  | 1  | 0  | 5  | 4  | 1  |
| Cuba     | 1   | 3  | 0  | 1  | 2  | 3  | 9  | -6 |

## Segona fase
|  | Quarts de final         | Quarts de final      |                      |   | Semifinals | Semifinals |  |  | Final | Final |
|  |                         |                      |                      |   |            |            |  |  |       |       |
|  | 16 de juny - Foxborough |                      |                      |   |            |            |  |  |       |       |
|  |                         |                      |                      |   |            |            |  |  |       |       |
|  | Canadà                  | 3                    |                      |   |            |            |  |  |       |       |
|  | Canadà                  | 3                    | 21 de juny - Chicago |   |            |            |  |  |       |       |
|  | Guatemala               | 0                    |                      |   |            |            |  |  |       |       |
|  | Guatemala               | 0                    | Canadà               | 1 |            |            |  |  |       |       |
|  | 16 de juny - Foxborough |                      | Canadà               | 1 |            |            |  |  |       |       |
|  |                         | Estats Units         | 2                    |   |            |            |  |  |       |       |
|  | Estats Units            | Estats Units         | 2                    | 2 |            |            |  |  |       |       |
|  | Estats Units            |                      | 24 de juny - Chicago | 2 |            |            |  |  |       |       |
|  | Panamà                  | 1                    |                      |   |            |            |  |  |       |       |
|  | Panamà                  | 1                    | Estats Units         | 2 |            |            |  |  |       |       |
|  | 17 de juny - Houston    |                      | Estats Units         | 2 |            |            |  |  |       |       |
|  |                         | Mèxic                | 1                    |   |            |            |  |  |       |       |
|  | Hondures                | Mèxic                | 1                    | 1 |            |            |  |  |       |       |
|  | Hondures                | 21 de juny - Chicago |                      | 1 |            |            |  |  |       |       |
|  | Guadeloupe              | 2                    |                      |   |            |            |  |  |       |       |
|  | Guadeloupe              | 2                    | Guadeloupe           | 0 |            |            |  |  |       |       |
|  | 17 de juny - Houston    |                      | Guadeloupe           | 0 |            |            |  |  |       |       |
|  |                         | Mèxic                | 1                    |   |            |            |  |  |       |       |
|  | Mèxic                   | Mèxic                | 1                    | 1 |            |            |  |  |       |       |
|  | Mèxic                   |                      |                      | 1 |            |            |  |  |       |       |
|  | Costa Rica              | 0                    |                      |   |            |            |  |  |       |       |
|  | Costa Rica              | 0                    |                      |   |            |            |  |  |       |       |

|  | Campió: Estats Units Quart títol |

## Golejadors
| 5 gols - Carlos Pavón 3 gols - Dwayne De Rosario - Ali Gerba - Walter Centeno - Landon Donovan - Carlos Costly - Blas Pérez 2 gols - Reynier Alcántara - DaMarcus Beasley - Jared Borgetti - Julián de Guzmán - Amado Guevara - José Luis Garcés - Jocelyn Angloma | 1 gol - Iain Hume - Jaime Colomé - Dennis Jonathan Alas - Ramón Alfredo Sánchez - Brian Ching - Clint Dempsey - Frankie Hejduk - Eddie Johnson - Taylor Twellman - Cédrick Fiston - David Fleurival - José Manuel Contreras - Carlos Ruiz - Alexandre Boucicaut - Mones Chery - Cuauhtémoc Blanco - Nery Castillo - Carlos Salcido - Pável Pardo - Andrés Guardado - Carlos Rivera - Errol McFarlane - Silvio Spann |